# Brian Behrendt
Brian Behrendt (Bremervörde, 24 de octubre de 1991) es un futbolista alemán. Juega de defensa o centrocampista, y su equipo es el FSV Schöningen de la Regionalliga Nord de Alemania.

## Estadísticas
Actualizado al último partido disputado en la temporada 2024-25 (no incluye encuentros por equipos reserva).
| Club                           | Div.          | Temporada     | Liga  | Liga  | Copas nacionales | Copas nacionales | Copas internacionales | Copas internacionales | Total | Total |
| Club                           | Div.          | Temporada     | Part. | Goles | Part.            | Goles            | Part.                 | Goles                 | Part. | Goles |
| ------------------------------ | ------------- | ------------- | ----- | ----- | ---------------- | ---------------- | --------------------- | --------------------- | ----- | ----- |
| S. V. Horn · Austria           | 2.ª           | 2012-13       | 17    | 0     | —                | —                | —                     | —                     | 17    | 0     |
| S. V. Horn · Austria           | Total club    | Total club    | 17    | 0     | 0                | 0                | 0                     | 0                     | 17    | 0     |
| S. K. Rapid Viena · Austria    | 1.ª           | 2012-13       | 0     | 0     | 0                | 0                | 0                     | 0                     | 0     | 0     |
| S. K. Rapid Viena · Austria    | 1.ª           | 2013-14       | 30    | 1     | 1                | 0                | 10                    | 1                     | 41    | 2     |
| S. K. Rapid Viena · Austria    | 1.ª           | 2014-15       | 10    | 0     | 1                | 0                | 2                     | 0                     | 13    | 0     |
| S. K. Rapid Viena · Austria    | Total club    | Total club    | 40    | 1     | 2                | 0                | 12                    | 1                     | 54    | 2     |
| Arminia Bielefeld · Alemania   | 2.ª           | 2015-16       | 28    | 2     | 0                | 0                | —                     | —                     | 28    | 2     |
| Arminia Bielefeld · Alemania   | 2.ª           | 2016-17       | 29    | 1     | 2                | 0                | —                     | —                     | 31    | 1     |
| Arminia Bielefeld · Alemania   | 2.ª           | 2017-18       | 19    | 1     | 1                | 0                | —                     | —                     | 20    | 1     |
| Arminia Bielefeld · Alemania   | 2.ª           | 2018-19       | 26    | 0     | 1                | 0                | —                     | —                     | 27    | 0     |
| Arminia Bielefeld · Alemania   | 2.ª           | 2019-20       | 7     | 0     | 1                | 0                | —                     | —                     | 8     | 0     |
| Arminia Bielefeld · Alemania   | 1.ª           | 2020-21       | 3     | 0     | 0                | 0                | —                     | —                     | 3     | 0     |
| Arminia Bielefeld · Alemania   | Total club    | Total club    | 112   | 4     | 5                | 0                | 0                     | 0                     | 117   | 4     |
| Eintracht Brunswick · Alemania | 2.ª           | 2020-21       | 15    | 0     | ―                | ―                | ―                     | ―                     | 15    | 0     |
| Eintracht Brunswick · Alemania | 3.ª           | 2021-22       | 34    | 1     | 1                | 0                | ―                     | ―                     | 35    | 1     |
| Eintracht Brunswick · Alemania | 2.ª           | 2022-23       | 16    | 0     | 1                | 1                | ―                     | ―                     | 17    | 1     |
| Eintracht Brunswick · Alemania | 2.ª           | 2023-24       | 6     | 0     | 1                | 0                | ―                     | ―                     | 7     | 0     |
| Eintracht Brunswick · Alemania | Total club    | Total club    | 71    | 1     | 3                | 1                | 0                     | 0                     | 74    | 2     |
| Hallescher F. C. · Alemania    | 3.ª           | 2023-24       | 12    | 0     | ―                | ―                | ―                     | ―                     | 12    | 0     |
| Hallescher F. C. · Alemania    | Total club    | Total club    | 12    | 0     | 0                | 0                | 0                     | 0                     | 12    | 0     |
| Stuttgarter Kickers · Alemania | 4.ª           | 2024-25       | 21    | 0     | ―                | ―                | ―                     | ―                     | 21    | 0     |
| Stuttgarter Kickers · Alemania | Total club    | Total club    | 21    | 0     | 0                | 0                | 0                     | 0                     | 21    | 0     |
| FSV Schöningen · Alemania      | 4.ª           | 2025-26       | 0     | 0     | ―                | ―                | ―                     | ―                     | 0     | 0     |
| FSV Schöningen · Alemania      | Total club    | Total club    | 0     | 0     | 0                | 0                | 0                     | 0                     | 0     | 0     |
| Total carrera                  | Total carrera | Total carrera | 273   | 6     | 10               | 1                | 12                    | 1                     | 295   | 8     |
| 1. 2.                          |               |               |       |       |                  |                  |                       |                       |       |       |

## Palmarés

### Títulos nacionales
| Título        | Club              | País     | Año     |
| ------------- | ----------------- | -------- | ------- |
| 2. Bundesliga | Arminia Bielefeld | Alemania | 2019-20 |